# 营口路
营口路是中華人民共和國上海市杨浦区一條南北走向道路，南與延吉中路、延吉东路和隆昌路相交，北至翔殷路與中原路相連。道路全长2280米，道路名稱來自於遼寧營口。道路始建於中華民国11年(1922年)，當時起名為马玉山路。1956年更名為營口路。沿途有黃興公園。